# Toluca (Mexico)
 For alternative betydninger, se Toluca. (Se også artikler, som begynder med Toluca)
Toluca også kaldet Toluca de Lerdo, er en by og en kommune i den mexikanske delstat México.
Byen ligger 63 km vest-sydvest for Mexico City. Ifølge en optælling fra 2005 var der 467.713 beboere i byen og 747.512 i kommunen.
19°17′32″N 99°39′14″V / 19.2922°N 99.6539°V